# تصادف در کراش
تصادفی در کراش یک نمایش تبلیغاتی یک روزه در ایالت تگزاس آمریکا بود که در ۱۵ سپتامبر ۱۸۹۶ اتفاق افتاد و در آن دو لوکوموتیو بدون خدمه با سرعت زیاد به یکدیگر برخورد کردند. ویلیام جورج کراش، مأمور عمومی مسافربری راه‌آهن میسوری-کانزاس-تگزاس، این ایده را به منظور نشان دادن یک حادثه تصادف قطار به عنوان یک نمایش عمومی در نظر گرفته بود. هیچ هزینه ای به عنوان ورودیه نمایش دریافت نشد و هزینه قطار از هر مکانی در تگزاس به محل تصادف - به نام Crush، که به عنوان مقصدی موقت برای رویداد راه اندازی شده بود - با نرخ کاهش یافته ۳٫۵۰ دلار آمریکا (۱۲۳٫۱۲ دلار در ۲۰۲۵) ارائه شد.
در نتیجه، حدود ۴۰۰۰۰ نفر - بیشتر از جمعیتی که در آن زمان در دومین شهر بزرگ ایالت زندگی می‌کردند - در این مراسم شرکت کردند. به‌طور غیرمنتظره ای این ضربه باعث شد که هر دو دیگ موتور منفجر شوند و در نتیجه بارانی از قطعات خرد شده در حال پرواز رخ دهد که منجر به کشته شدن دو نفر و جراحات متعدد در بین تماشاگران شد.